# Usagre
Usagre és un municipi de la província de Badajoz, a la comunitat autònoma d'Extremadura. Està situat entre la Tierra de Barros i la Campiña Sur.